# Tetrawickmanite
La tetrawickmanite (simbolo IMA: Twm) è un raro minerale del supergruppo della perovskite, all'interno del quale viene collocato nel gruppo delle perovskiti non stechiometriche e da lì al sottogruppo della stottite; appartiene alla famiglia minerali degli "ossidi e idrossidi" e possiede composizione chimica Mn2+Sn4+(OH)6.
Da un punto di vista chimico è un idrossido di manganese e stagno.

## Etimologia e storia
La tetrawickmanite è un dimorfo tetragonale della wickmanite.

## Classificazione
Nella classica nona edizione della sistematica dei minerali di Strunz, aggiornata dall'Associazione Mineralogica Internazionale (IMA) fino al 2009, la tetrawickmanite si trova nella classe "4. Ossidi (idrossidi, V[5,6] vanadati, arseniti, antimoniti, bismutiti, solfiti, seleniti, telluriti, iodati)" e nella sottoclasse "4.F Idrossidi (senza V od U)"; questa viene ulteriormente suddivisa in base alla struttura del minerale, in modo da poterla trovare nella sezione "4.FC Idrossidi con OH, senza H2O; ottaedri che condividono un vertice" dove forma il sistema nº 4.FC.15 insieme a jeanbandyite, mopungite e stottite.
Tale classificazione viene mantenuta invariata anche nell'edizione successiva, proseguita dal database "mindat.org" e chiamata Classificazione Strunz-mindat; nella sezione 4.FC.15, oltre ai minerali già citati, compaiono anche i nuovi minerali nancyrossite e zincostottite.
Nella Sistematica dei lapis (Lapis-Systematik) di Stefan Weiß la tetrawickmanite si trova nella classe degli "ossidi" e da lì nella sottoclasse degli "idrossidi e idrati ossidici (ossidi contenenti acqua con struttura stratificata)", dove forma il "gruppo della stottite" con il numero di sistema IV/F.17 insieme a eyselite, jeanbandyite, mopungite e stottite.
Anche nella classificazione dei minerali secondo Dana, usata principalmente nel mondo anglosassone, la tetrawickmanite viene elencata nella famiglia degli "ossidi e idrossidi" e, in particolare, nella classe degli "idrossidi e ossidi contenenti idrossidi"; qui è nella sottoclasse degli "idrossidi e ossidi contenenti idrossidi con gruppi (OH)3 o (OH)6" dove è nel "gruppo della wickmanite (tetragonale: P42/n)" dove forma il sistema nº 06.03.07 insieme a jeanbandyite, mopungite e stottite.

## Abito cristallino
La tetrawickmanite cristallizza nel sistema tetragonale con il gruppo spaziale P42/n (gruppo nº 86) con i parametri reticolari a = 7,8655(4) Å e c = 7,7938(6) Å, oltre ad avere 4 unità di formula per cella unitaria.

## Origine e giacitura
A seconda del luogo di ritrovamento, la genesi della tetrawickmanite è differente: si forma come minerale tardivo molto raro in fratture di pegmatite ricca di litio (per campioni provenienti dalla miniera di Foote, nella Carolina del Nord, Stati Uniti) dove è in paragenesi con bavenite, eakerite, siderite-rodocrosite, albite e quarzo; oppure è stata trovata su un esemplare museale da un giacimento metamorfico di ferro-manganese (per il campione proveniente dalla miniera di "Långban" in Svezia), dove è in paragenesi con magnetite e barite.
I siti di ritrovamento della tetrawickmanite, che è un minerale piuttosto raro, sono i seguenti: la miniera di "Foote" (35.21111°N 81.35556°W) nella contea di Cleveland in Carolina del Nord (Stati Uniti) che è la località tipo; la miniera di "Monte Cleveland" nella municipalità di Waratah-Wynyard (in Tasmania); nella valle del fiume Tusion nella regione Autonoma di Gorno-Badachshan (Tagikistan); la miniera di "Långban" presso Filipstad (Svezia); Porsgrunn (nel Telemark), Tjølling e Tvedalen, entrambi presso Larvik (nel Vestfold), tutti in Norvegia.

## Forma in cui si presenta in natura
La tetrawickmanite forma solitamente cristalli pseudo-ottaedrici piramidali, con {112}, {001} e {100} prominenti, più raramente cristalli da pseudo cubici a rombici; crea masse globulari, di aspetto ruvido con dimensioni fino a 1 mm.
Il colore del minerale va dal marrone arancione al giallo miele con striscio bianco; la lucentezza è cerosa.